# IOS
iOS (včasih znan kot iPhone OS) je Applov mobilni operacijski sistem. Predstavljen je bil januarja 2007, izdan pa junija 2007. V osnovi je bil zasnovan za iPhone, poganjal pa je tudi naprave iPad, vse do uvedbe sistema iPadOS leta 2019, ter linijo naprav iPod Touch, dokler ta ni bila ukinjena.

## Različice operacijskega sistema
Glavne različice operacijskega sistema iOS se izdajo vsako leto. Ponavadi v septembru. Trenutna stabilna različica, iOS 18, je bila izdana za javnost 16. septembra 2024. Naslednja glavna različica sistema iOS, iOS 26, prihaja septembra 2025. iOS 26 je bil predstavljen 9. junija 2025. Predstavlja Liquid Glass, prvo večjo prenovo operacijskega sistema po sistemu iOS 7, ki temelji na elementu stekla. Ta oblikovalski jezik se razširi na vse druge Applove platforme, vključno z iPadOS, macOS, watchOS, tvOS in visionOS, kar pomeni prvič, da Apple uporablja enoten oblikovalski jezik v vseh svojih operacijskih sistemih. iOS 26 ukinja podporo za iPhone XS, XS Max in iPhone XR, s čimer se končuje podpora za naprave z A12 Bionic čipom.

### Glavne različice operacijskega sistema
- iPhone OS 1 (2007)
- iPhone OS 2 (2008)
- iPhone OS 3 (2009)
- iOS 4 (2010)
- iOS 5 (2011)
- iOS 6 (2012)
- iOS 7 (2013)
- iOS 8 (2014)
- iOS 9 (2015)
- iOS 10 (2016)
- iOS 11 (2017)
- iOS 12 (2018)
- iOS 13 (2019)
- iOS 14 (2020)
- iOS 15 (2021)
- iOS 16 (2022)
- iOS 17 (2023)
- iOS 18 (2024)
- iOS 26 (prihaja kasneje leta 2025, trenutno v predogledni izdaji, beta 4)